# 21世紀の音楽異端児 (21st Century Southern All Stars Music Videos)
『21世紀の音楽異端児 (21st Century Southern All Stars Music Videos)』（にじゅういっせいきのおんがくいたんじ トゥウェンティーファースト・センチュリー・サザンオールスターズ・ミュージック・ビデオ）は、サザンオールスターズのミュージック・ビデオ集。2019年12月31日にDVDとBlu-rayで発売。発売元はタイシタレーベル / JVCケンウッド・ビクターエンタテインメント / SPEEDSTAR RECORDS。

## 背景
自身としては、前作のミュージック・ビデオ集『ベストヒットUSAS (Ultra Southern All Stars)』以来、約15年ぶりとなる作品となる。収録内容は21世紀に発表された作品が収録されている。
今回収録された楽曲のほとんどが、初映像化となっている。

## リリース
本作はDVDとBlu-rayでそれぞれに完全生産限定盤と通常盤があり、全4種類での発売となる。どちらの完全生産限定盤には、スペシャル・パッケージ仕様である。本作を店舗やオンラインショップで購入すると、先着でオリジナルポストカードが付属となる。
完全生産限定盤は透明なスリーブ仕様で、特典は本作に収録されるミュージック・ビデオの名場面が懐かしのブラウン管テレビ風の枠に収められているカレンダー「Southern All Stars Music Videos スペシャル卓上カレンダー2020」が付属となる。また、完全生産限定盤にはデビュー30周年を迎えた2008年にプロモーション用特別編集版として制作された「勝手にシンドバッド」が収録される。この特別編集版は音楽専門チャンネルや30周年記念特番等で放送されたが、その後は公開されることは無かった。編集は2000年代のライブを中心に編集されており、2000年に行われ作品化されていないライブ「茅ヶ崎ライブ」の映像も収録されている。
「新春! お年玉サザンジャンボ」という企画を2019年11月26日に発表し、内容は本作とライブ・ビデオ『LIVE TOUR 2019 “キミは見てくれが悪いんだから、アホ丸出しでマイクを握ってろ!!” だと!? ふざけるな!!』の2作品を購入するとそれぞれに応募用のIDを記載したチラシが封入されており、応募すると抽選で210名にオリジナルのパーカーがプレゼントされる。

## チャート成績
2020年1月13日付のオリコン週間DVDランキングとBlu-ray Discランキングで、DVDが初週1.6万枚、BDが初週2.3万枚を売り上げ、両方で初登場1位を獲得した。両方首位獲得は4作連続・通算4作目となった。また、ミュージックDVD・BDランキングでも、合計売上3.9万枚で1位を獲得し、「映像3部門同時1位」も4作連続通算4作目となった。

## 収録曲

### 共通収録
- 全種類収録されている。（）は発売年。

1. 愛はスローにちょっとずつ（2019年）
2. 壮年JUMP（2018年）
3. 闘う戦士たちへ愛を込めて（2018年）
4. アロエ（2015年）
5. OH! FRESH!!～ドクダミ・スパークのテーマ～ (2015 Special Version)（2003年）
6. 東京VICTORY（2014年）
7. 天国オン・ザ・ビーチ（2014年）
8. ピースとハイライト（2013年）
9. 栄光の男（2013年）
10. 蛍（2013年）
11. I AM YOUR SINGER (Original Version)（2008年）
12. DIRTY OLD MAN 〜さらば夏よ〜（2006年）
13. ロックンロール・スーパーマン 〜Rock’n Roll Superman～ (Lyric Version)（2005年）
14. BOHBO No.5（2005年）
15. 神の島遥か国（2005年）
16. 愛と欲望の日々（2004年）
17. 夢に消えたジュリア（2004年）
18. 君こそスターだ（2004年）
19. 彩 〜Aja〜（2004年）
20. 恋人は南風（2003年）
21. 涙の海で抱かれたい 〜SEA OF LOVE〜（2003年）

### ボーナストラック
- 完全生産限定盤のみ収録。

1. 勝手にシンドバッド（2008 Version-Promotional use only-）（1978年）